# ایستگاه متروی مهدیه
ایستگاه مترو مهدیه ایستگاه تقاطعی میان خطوط ۳ و ۷ متروی تهران است.
این ایستگاه در خط ۳ متروی تهران حدفاصل ایستگاه متروی راه آهن و ایستگاه متروی منیریه قرار دارد.
و همچنین این ایستگاه در خط ۷ متروی تهران در بین دو ایستگاه متروی میدان محمدیه و ایستگاه متروی هلال احمر  قرار گرفته است.

## مشخصات
ایستگاه مهدیه با مساحت سرپوشیده‌ای بالغ بر ۲۱,۰۰۰ متر مربع، در عمق ۳۴ متری زمین و در تقاطع خیابان ولیعصر و مولوی (چهارراه گمرک) واقع شده است. این ایستگاه دارای ۳ ورودی فعال و ۱ ورودی آسانسور، ۳۱ دستگاه پله‌برقی، ۱۱ دستگاه گیت ورودی، ۱۱ دستگاه گیت خروجی، ۱۳ غرفه تجاری است و روزانه به‌طور متوسط ۱۰ الی ۱۲ هزار مسافر ورودی دارد.
از مراکز مهم اطراف این ایستگاه می‌توان به مهدیه تهران و بیمارستان‌های پارسا و فارابی اشاره کرد.